# Kruševo (Prijepolje)
Kruševo (em cirílico: Крушево) é uma vila da Sérvia localizada no município de Prijepolje, pertencente ao distrito de Zlatibor. A sua população era de 26 habitantes segundo o censo de 2011.

## Demografia
| 1948 | 1953 | 1961 | 1971 | 1981 | 1991 | 2002 | 2011 |
| ---- | ---- | ---- | ---- | ---- | ---- | ---- | ---- |
| 211  | 209  | 220  | 191  | 176  | 34   | 36   | 26   |